# Baimasi
Baimasi är en köping i Kina. Den ligger i provinsen Hubei, i den centrala delen av landet, omkring 180 kilometer väster om provinshuvudstaden Wuhan. Antalet invånare är 41 470. Befolkningen består av 20 613 kvinnor och 20 857 män. Barn under 15 år utgör 12,0 %, vuxna 15-64 år 76 %, och äldre över 65 år 10,0 %.
Runt Baimasi är det tätbefolkat, med 369 invånare per kvadratkilometer. Närmaste större samhälle är Zhangjin, 12,7 km nordost om Baimasi. Trakten runt Baimasi består till största delen av jordbruksmark.
Genomsnittlig årsnederbörd är 1 358 millimeter. Den regnigaste månaden är april, med i genomsnitt 208 mm nederbörd, och den torraste är december, med 21 mm nederbörd.